# Elecciones a la Cámara de Representantes de los Estados Unidos de 2010 en Connecticut
Las elecciones a la Cámara de Representantes de los EE. UU. de 2010 en Connecticut fueron unas elecciones que se hicieron el 2 de noviembre de 2010 para escoger a los 5 Representantes por el estado de Connecticut. De los 5 distritos congresionales en juego, todos lo ganaron los Demócratas y ninguno los Republicanos. Esta delegación de representantes, representa al estado de Connecticut en el 112.º Congreso de los Estados Unidos cuyo término es de 2 años.